# Hans Hesse
Hans Hesse (21. svibnja 1865. – 8. studenog 1938.) je bio njemački časnik i vojni zapovjednik. Rođen je 21. svibnja 1865. godine. Na početku Prvog svjetskog rata obnaša dužnost načelnika stožera VII. pričuvnog korpusa kojim je na Zapadnom bojištu zapovijedao Hans von Zwehl. U sastavu istog sudjeluje u najprije u opsadi Namura, potom opsadi Maubeugea, te Prvoj bitci na Aisnei. Dužnost načelnika VII. pričuvnog korpusa obnaša do svibnja 1915. kada je imenovan načelnikom stožera Armijskog odjela Gaede zamijenivši na tom mjestu Bernharda Bronsarta von Schellendorffa. Tri mjeseca poslije tog imenovanja, u kolovozu 1915. promaknut je u čin pukovnika. 
U rujnu 1916. imenovan je načelnikom stožera ponovno formirane 9. armije kojom je zapovijedao Erich von Falkenhayn. S navedenom armijom upućen je u Rumunjsku koja je ušla u rat na strani Antante. Sudjeluje u Rumunjskoj kampanji koja je rezultirala zauzimanjem gotovo cijele Rumunjske za što je 11. prosinca 1916. odlikovan ordenom Pour le Mérite. Dužnost načelnika stožera 9. armije obnaša do travnja 1917. kada postaje načelnikom odjela veza pri Glavnom stožeru. Navedenu dužnost obnaša do kraja rata.
Hans Hesse preminuo je 8. studenog 1938. godine. 

## Vanjske poveznice
(eng.) Hans Hesse na stranici Axishistory.com